# Italochrysa lefroyi
Italochrysa lefroyi là một loài côn trùng trong họ Chrysopidae thuộc bộ Neuroptera. Loài này được Needham miêu tả năm 1909.